# Bartolomé Montalvo
Bartolomé Montalvo, né à Sangarcía dans la province de Ségovie en 1769, décédé à Madrid le 11 août 1846, est un peintre espagnol.

## Biographie
Élève de Zacarías González Velázquez, il est admis le 6 avril 1814 à l'Académie royale des beaux-arts de San Fernando, institution qu'il sera amené à diriger. En 1816 il obtient la charge de peintre de cour de Fernando VII. Il se spécialise en peinture de paysages, de chasse et de natures mortes où s'illustre Luis Eugenio Meléndez.
Il participe à l'inventaire initial et à l'évaluation de Musée du Prado en 1834. Dans le musée sont conservées quatre de ses natures mortes de la collection royale, dont l'une a été volée en 1974 et retrouvée en 2003 quand elle a été mise aux enchères au Royaume-Uni, œuvres auxquelles s'ajoutent beaucoup plus tard « La Brème », pièce acquise en 2006.